# فرودگاه (فیلم ۱۹۷۰)
فرودگاه (انگلیسی: Airport) نام فیلمی است آمریکایی در ژانر فاجعه‌ای درام که کمپانی یونیورسال آن را در ۱۹۷۰ و بر اساس کتابی به همین نام از آرتور هیلی ساخته‌است. کارگردانی فیلم بر عهدهٔ جرج سیتون بوده و بازیگرانی همچون برت لنکستر، دین مارتین، جورج کندی، جین سیبرگ و هلن هیز در آن ایفای نقش کرده‌اند. داستان فیلم درارتباط با مدیر فرودگاهی است که می‌خواهد فرودگاه خود را با وجود کولاک برف شدید و مشکلات دیگر باز نگاه دارد و در همین زمان مقاطعه‌کار ورشکسته‌ای که امید دارد بیمهٔ عمرش پس از مرگش به همسرش برسد می‌خواهد یک بوئینگ ۷۰۷ مسافربری را منفجر کند.
موفقیت فیلم فرودگاه مسئولین کمپانی یونیورسال را برآن داشت تا سه دنبالهٔ دیگر بر این فیلم بسازند. همچنین این فیلم در ۱۹۷۱ نامزد دریافت جایزه اسکار در چندین رشته از جمله بهترین فیلم بوده و هلن هایز جایزه اسکار بهترین بازیگر نقش مکمل زن را برای بازی در آن دریافت داشته‌است.

## خلاصه داستان
مل بیکرزفلد مدیر فرودگاه بین‌المللی و پرترافیک لینکلن است که گرفتار کولاک شدید برف شده و تمام تلاش خود را می‌کند تا فرودگاهش بر روی پروازها بسته نشود. کاپیتان ورنون دمرست شوهر خواهر مل است که با او درگیری داشته و دو مرد روابط خوبی با یکدیگر ندارند. همان شب قرار است که کاپیتان دمرست به‌طور آزمایشی با پروازه شمارهٔ ۲ هواپیمایی ترنس گلوبال به مقصد ایتالیا پرواز نماید تا گواهینامهٔ بالاتر خلبانی خود را دریافت دارد. در بین مسافران هواپیما یک مقاطعه‌کار بازنشسته به نام گوئررو نیز هست که کیف کوچکی را با خود حمل می‌کند. او که تمام دارایی باقی ماندهٔ خود را صرف بیمه کردن خویش نموده‌است امید دارد تا با مرگش تمام حق بیمهٔ عمرش به همسرش برسد و به همین منظور می‌خواهد که هواپیما را منفجر کند. اما پس از پرواز هواپیما نقشه‌اش برملا شده و در حین کشمکش برای گرفتن کیف حاوی بمب او به توالت هواپیما فرار کرده و در حالت نومیدی ضامن را می‌کشد و  بمب را منفجر می‌کند. گوئررو از حفره‌ای که حاصل انفجار در بدنه هواپیما ایجاد شده ،  به خارج از هواپیما پرتاب می‌شود و هواپیما که دچار آسیب شدید شده، چاره‌ای جز فرود اضطراری در فرودگاه برف گرفتهٔ مل را ندارد. اما تنها باند موجود فرودگاه به سبب خارج شدن و گیر کردن هواپیمای دیگری در گل و شل بسته شده و تلاش‌ها برای بازکردن آن بی‌نتیجه مانده‌است. سرانجام جو پترونی لحظه‌ای پیش از فرود پرواز شمارهٔ ۲ موفق به حرکت دادن هواپیمای در گل گیرکرده شده و بوئینگ ۷۰۷ ترنس گلوبال موفق به فرود می‌شود.

## بازیگران
| نام بازیگر      | نقش                 | توضیحات نقش                                                               |
| --------------- | ------------------- | ------------------------------------------------------------------------- |
| برت لنکستر      | مل بیکرزفلد         | مدیر فرودگاه                                                              |
| دین مارتین      | کاپیتان ورنون دمرست | خلبان آزمایشی پرواز شمارهٔ ۲ ترانس گلوبال                                  |
| جین سیبرگ       | تانیا لیوینگستون    | مسئول روابط عمومی شرکت هواپیمایی ترنس گلوبال                              |
| ژاکلین بیسه     | گوئن مین            | سرمهماندار پرواز شمارهٔ ۲ ترنس گلوبال                                      |
| جورج کندی       | جو پترونی           | مکانیک ارشد هواپیمایی تی دبلیو ای و در استخدام موقت ترانس گلوبال ایرلاینز |
| هلن هایز        | خانم کنست           | مسافر قاچاقی                                                              |
| وان هفلین       | دی.او. گوئررو       | مقاطعه‌کار ورشکسته، بمبگذار پرواز شمارهٔ ۲                                  |
| مورین استیپلتون | خانم گوئررو         | همسر مرد بمبگذار                                                          |
| بری نلسن        | کاپیتان انسون هریس  | خلبان پرواز شمارهٔ ۲ ترنس گلوبال                                           |
| دانا وینتر      | خانم بیکرزفلد       | همسر مل بیکرزفلد                                                          |
| باربارا هایلی   | سارا دمرست          | خواهر مل بیکرزفلد و همسر ورنون دمرست                                      |
| گری کالینز      | سای جوردن           | کمک خلبان پرواز شماره ۲ ترنس گلوبال                                       |

## جوایز
- ۱۹۷۱ - برنده جایزه اسکار بهترین بازیگر نقش مکمل زن - هلن هایز
- ۱۹۷۱ - نامزد دریافت جایزه اسکار بهترین فیلم - راس هانتر
- ۱۹۷۱ - نامرد دریافت جایزه اسکار بهترین کارگردانی هنری و طراحی صحنه - الکساندر گلیتزن، ای. پرستون ایمز، جک دی. مور و میکی اس. مایکلز
- ۱۹۷۱ - نامزد دریافت جایزه اسکار بهترین فیلمبرداری - ارنست لازلو
- ۱۹۷۱ - نامزد دریافت جایزه اسکار بهترین طراحی لباس - ادیت هد
- ۱۹۷۱ - نامزد دریافت جایزه اسکار بهترین تدوین فیلم - استوارت گیلمور
- ۱۹۷۱ - نامزد دریافت جایزه اسکار بهترین موسیقی فیلم - آلفرد نیومن
- ۱۹۷۱ - نامزد دریافت جایزه اسکار بهترین بازیگر نقش مکمل زن - مورین استیپلتن
- ۱۹۷۱ - نامزد دریافت جایزه اسکار بهترین صداگذاری - رونالد پیرس و دیوید اچو موریارتی
- ۱۹۷۱ - نامزد دریافت جایزه اسکار بهترین فیلم‌نامه اقتباسی - جرج سیتون

## دنباله‌ها
- فرودگاه ۱۹۷۵ به کارگردانی جک اسمایت و با بازی چارلتون هستون، کارن بلک، جورج کندی و افرم زیمبالیست جونیور
- فرودگاه ۷۷ به کارگردانی جری جیمسون و با بازی جک لمون، الیویا دو هاویلند، جیمز استوارت و جورج کندی
- فرودگاه ۷۹، کنکورد به کارگردانی دیوید لوئل ریچ و با بازی آلن دلون، جورج کندی، رابرت واگنر و سیلویا کریستل